# Мудрик, Эдуард Николаевич
Эдуа́рд Никола́евич Му́дрик (18 июля 1939, Старобельск, Ворошиловградская область — 27 марта 2017, Москва) — советский футболист, защитник. Серебряный призёр Чемпионата Европы 1964. Заслуженный мастер спорта России (2007). Дважды входил в списки лучших футболистов сезона (1963, 1964).

## Биография
Детские годы прошли на стрельбище «Динамо» в Мытищах, где его отец — известный легкоатлет, Николай Петрович — получил жильё от «Динамо». В детстве занимался легкой атлетикой, по настоянию отца целенаправленно готовился стать десятиборцем, но мечтал стать футболистом.

«Здесь готовились к поездке в Англию футболисты, жившие на обыкновенной деревянной даче. Мы с ребятами ходили смотреть на Боброва, видели, как игроки фотографировались для загранпаспортов. В свободное время Трофимов, Малявкин, Бесков, Блинков, Сергей и Леонид Соловьевы, Станкевич учили нас играть, следили за нами. И мне хотелось стать футболистом».

Воспитанник юношеской команды «Вымпел» (Калининград, Московская область) (1955-1956), первый тренер — Василий Сергеевич Павлов. С августа 1956 года играл в составе юношеской команды групп подготовки «Динамо» (Москва). Дебютировал в чемпионате страны 6 июля 1959 года в матче с «Торпедо» (Москва).
Наибольших успехов достиг после окончания ГЦОЛИФК в 1961 году. В 1962 году он прочно вошёл в обойму динамовских защитников, обеспечивавших вместе с Львом Яшиным уникальные показатели непробиваемости. В московском «Динамо», которому отдал 10 лет своей игровой карьеры, сыграл 184 матча и забил 6 мячей. В «Динамо» был комсоргом команды. Капитан команды в 1964—1965 годах (в 23 матчах).
В 1958 году играл в юношеской, а в 1959 году — в молодежной сборных СССР. В составе сборной СССР (1963—1964) провел 8 матчей, забил 1 мяч. Финалист и серебряный призер Кубка Европы 1964 года. В олимпийской сборной в те же годы провел 4 матча. Участник отборочных матчей футбольного турнира Олимпийских игр в Токио (1964). В те же годы играл в сборной клубов СССР.

Быстрый, выносливый, техничный, умел цепко и хладнокровно действовать в отборе мяча, правильно выбирал позицию, хорошо справлялся с опекой сильнейших форвардов соперников. —  Энциклопедия «Российский футбол за 100 лет». Октябрь 1997 года.
Две тяжёлые травмы в 1966 и 1967 годах вынудили его рано завершить карьеру. В последующие годы работал начальником отдела спортивных игр МГС «Динамо», а с 1969 по 1984 год — заместителем начальника отдела футбола и хоккея МГС «Динамо». В 1985—1992 годах — заместитель председателя одного из районных советов физкультуры МГС «Динамо». С 1993 года являлся исполнительным директором ФК «Динамо» (Москва) по работе с ветеранами и любителями футбола.
Похоронен на Троекуровском кладбище.

## Достижения
- 2-кратный чемпион СССР: 1959, 1963
- Серебряный призёр Чемпионата Европы: 1964

### Матчи Мудрика за «Динамо»
| Сезон | Клуб     | Игр | Голов |
| 1959  | «Динамо» | 2   | 0     |
| 1960  | «Динамо» | 17  | 0     |
| 1961  | «Динамо» | 4   | 0     |
| 1962  | «Динамо» | 22  | 0     |
| 1963  | «Динамо» | 35  | 2     |
| 1964  | «Динамо» | 30  | 0     |
| 1965  | «Динамо» | 30  | 0     |
| 1966  | «Динамо» | 23  | 1     |
| 1967  | «Динамо» | 0   | 0     |
| 1968  | «Динамо» | 9   | 2     |

### Матчи Мудрика за сборную СССР
| Дата       | Соперник | Счёт | Голов | Поле |
| 10.11.1963 | Италия   | 1-1  | 0     | г    |
| 01.12.1963 | Марокко  | 1-1  | 0     | г    |
| 13.05.1964 | Швеция   | 1-1  | 0     | г    |
| 20.05.1964 | Уругвай  | 1-0  | 1     | д    |
| 27.05.1964 | Швеция   | 3-1  | 0     | д    |
| 17.06.1964 | Дания    | 3-0  | 0     | н    |
| 21.06.1964 | Испания  | 1-2  | 0     | г    |
| 11.10.1964 | Австрия  | 0-1  | 0     | г    |